# Alex Webster
Alex Webster (Akron, New York, 25 oktober 1969) is een Amerikaans bassist, beter bekend als lid van de Amerikaanse deathmetalband Cannibal Corpse, hij is samen met Paul Mazurkiewicz een van de originele line-up van Cannibal Corpse.
Hij speelt ook bij de metalbands Blotted Science & Conquering Dystopia. Voor Cannibal Corpse zat hij samen met ex-lid Jack Owen in de band Beyond Death.
- International Standard Name Identifier: 0000 0003 5870 4476
- Library of Congress Control Number: no2011182895
- MusicBrainz: 8663d41a-c6fd-4114-966c-4e1b76fc1ea7
- Nationale Bibliotheek van Tsjechië: xx0205507
- Nederlandse Thesaurus van Auteursnamen: 339240725
- Virtual International Authority File: 209915356
- WorldCat: E39PBJrwRDDFCTXWTRTXc7VV4q